# Some que Ele Vem Atrás
«Some Que Ele Vem Atrás» es una canción de la artista musical brasileña Anitta grabada para su quinto álbum de estudio, lanzada en 2019. Cuenta con la participación del cantante brasileña Marília Mendonça, siendo lanzada en 30 de octubre de 2019 por Warner Music. Fue compuesta por Danillo Davilla, Elcio di Carvalho, Lari Ferreira, Junior Pepato.